# 1호선 영-유니버시티
1호선 영-유니버시티(영어: Line 1 Yonge―Univeristy)는 토론토 지하철의 지하철 노선이다. 캐나다 온타리오주에서 토론토와 인접한 도시인 본을 잇는 노선이다. 토론토 교통국이 운행하는 이 노선은 길이 38.4km에 38개 역으로 이루어졌으며, 토론토에서 가장 긴 지하철 노선이기도 하다. 1954년에 '영 지하철'로 개통한 이 노선은 캐나다의 첫 지하철 노선으로, 1963년부터 2017년까지 여러 차례에 걸쳐 연장되었다. 1호선 영-유니버시티는 캐나다에서 승객 수가 가장 많은 지하철 노선이고 북미에서 가장 바쁜 노선 중 하나이다. 2024년 8월 기준 이 노선은 평일에 평균 62만 5천 명이 이용한다.

## 노선 설명
노선은 대략 U자 형태를 이루고 있으며, 도심 남부의 유니언역에서 만나는 두 개의 남북 방향 구간으로 이루어졌다. 유니언역에서 출발한 동쪽 구간은 영 스트리트를 따라 16km 동안 거의 직선으로 북쪽으로 이어지며, 블루어-영역에서 2호선 블루어-댄포스와, 셰퍼드-영역에서 4호선 셰퍼드로 갈아탈 수 있다. 이 동쪽 구간은 흔히 영선(Yonge Line)이라고 부르며, 토론토 시내, 미드타운 토론토(Midtown Toronto), 요크밀스를 지나 노스요크센터의 북쪽 끝인 핀치 애비뉴에서 종착한다.
유니버시티선이라고도 불리는 서쪽 구간은 유니언역에서 북서쪽으로 뻗어 있으며, 처음에는 유니버시티 애비뉴(University Avenue), 퀸스파크 크레센트(Queen's Park Crescent), 토론토 대학교 세인트조지 캠퍼스 밑을 따라 블루어 스트리트까지 직선으로 이어진다. 블루어 스트리트에서는 서쪽으로 방향을 틀어 약 700m 동안 도로 밑을 따라가며, 이 구간에서 세인트조지역과 스파다이나역에서 2호선으로 갈아탈 수 있다. 스파다이나 애비뉴(Spadina Avenue)에서는 북쪽으로 방향을 틀어 약 1km 동안 스파다이나 로드(Spadina Road) 밑으로 지나가다가 다시 북서쪽으로 굽어 노드하이머(Nordheimer) 및 시더베일(Cedervale) 협곡을 지나 에글린턴 애비뉴와 앨런 로드 기점까지 이어진다.
노선은 이후 지상으로 올라와 앨런 로드 중앙분리대를 따라 약 6km 동안 북쪽으로 운행하며, 윌슨역을 지난 후 다시 지하로 진입한다. 이후 교외의 공업 지역과 요크 대학교 캠퍼스 아래를 지나 북서쪽으로 따라 토론토와 본의 경계가 되는 스틸즈 애비뉴(Steeles Avenue)까지 이어진다. 스틸즈 애비뉴에서 제인 스트리트(Jane Street)를 따라 약 1.5km 동안 북쪽으로 이어져, 본의 새로운 도심 지역인 본 메트로폴리탄 센터에서 종착한다. 이 서쪽 구간은 올드토론토의 애닉스(The Annex) 및 포레스트힐(Forest Hill) 지역, 요크의 휴무드-시더베일(Humewood-Cedarvale), 노스요크의 요크데일-글렌파크(Yorkdale-Glen Park), 다운스뷰(Downsview), 요크유니버시티하이츠-노스우드파크(York University Heights-Northwood Park) 및 본의 본 메트로폴리탄 센터(Vaughan Metropolitan Centre)를 지나간다.

## 노선 명칭
노선 명칭은 연장 구간이 개통하는 대로 바뀌어왔다. 1954년에 처음 개통할 당시에는 다른 노선이 없었기 때문에 '지하철'(the subway)이라고 불렀으며 1963년에는 유니버시티 애비뉴를 따라 세인트 조지 역까지 개통될 때에는 영-유니버시티 선으로 이름이 바뀌었다. 1966년에는 실험으로 영-유니버시티선이 2개 계통으로 나뉘게 되었다. 블루어에서 킬까지 운행하는 영-유니버시티-블루어, 다른 방향인 우드바인역까지 운행하는 영-유니버시티-댄포스선이었으나, 이는 승객들에게 혼란을 일으켜 폐지되었다.
1978년, 스파다이나 선 구간이 개통하면서 노선 이름은 영-유니버시티-스파다이나 선이 되었다. 스파다이나 로드에 있는 역이 두 개밖에 존재하지 않지만, 대부분 노선은 건설 예정이었던 스파다이나 고속도로를 지날 예정이었다.
노선 번호가 공식적으로 도입된 것은 2013년 10월, 토론토 교통국이 승객들의 편의를 위해 네 개의 지하철 노선에 노선 번호를 부여하면서부터였다. 2014년 3월, 영-유니버시티 선은 '1호선'이 되었고, 이에 따라 안내방송, 공식 문서 및 지도에는 모두 다 '1호선' 또는 '1호선 영-유니버시티(Line 1 Yonge-University)' 등으로 표기하기 시작하였다.